# هنري ريد
هنري ريد (17 مايو 1892 ببرستل في المملكة المتحدة - 3 مايو 1963 في المملكة المتحدة) (بالإنجليزية: Henry Reed)‏ هو لاعب كريكت بريطاني (وحمل سابقاً جنسية المملكة المتحدة لبريطانيا العظمى وأيرلندا). لعب مع نادي مقاطعة غلوستر للكريكت ‏.

## وصلات خارجية
- هنري ريد على موقع إي آس بي آن كريك إنفو (الإنجليزية)